# Mountains of Manhattan

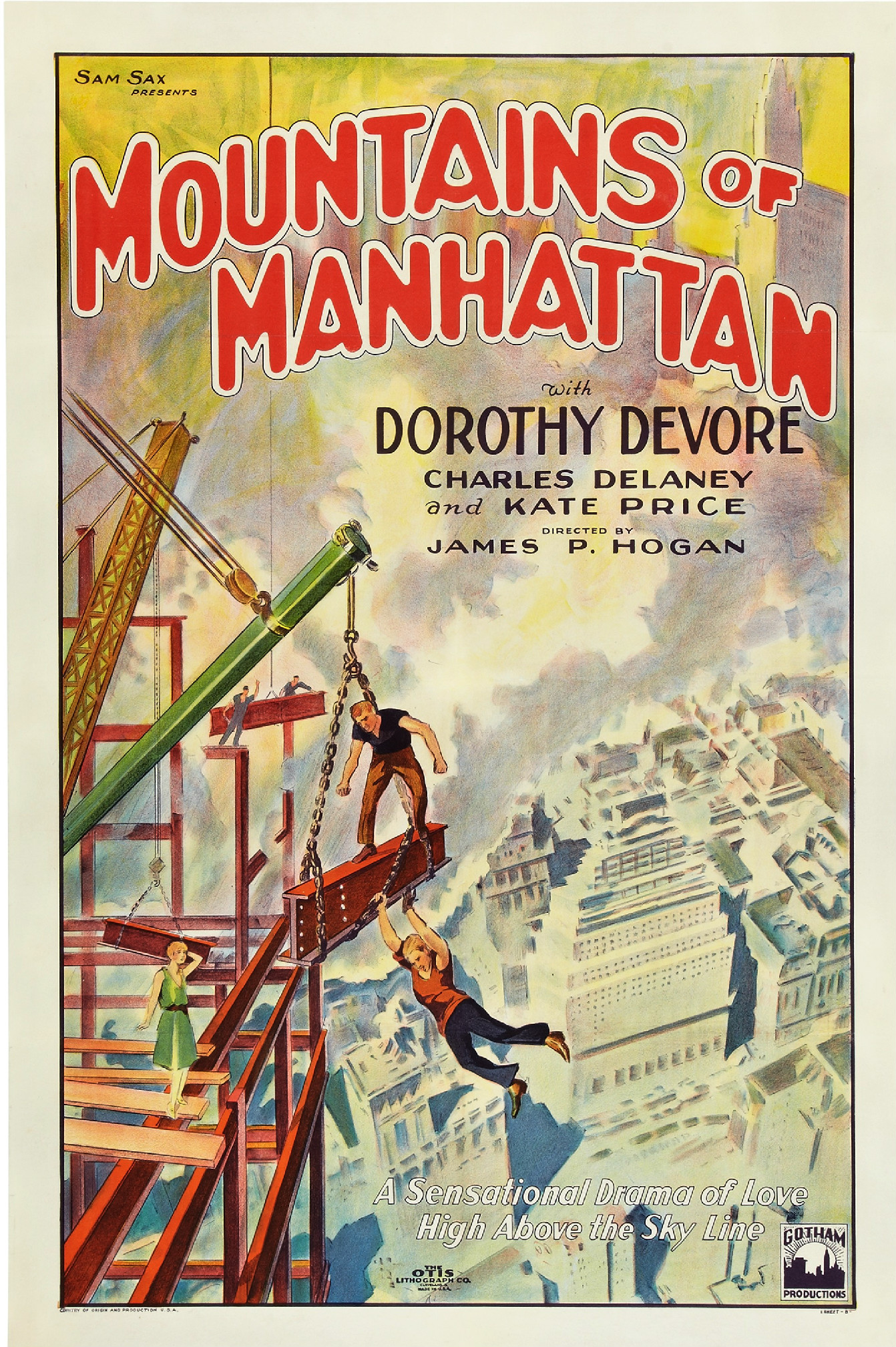
Affiche du film.

Mountains of Manhattan est un film américain réalisé par James P. Hogan et  sorti en 1927.

## Synopsis
Jerry Nolan, un ancien champion de boxe, abandonne le ring pour travailler comme ouvrier dans le bâtiment le jour, et étudier l'ingénierie la nuit. Jerry se plaint à "Bull" Kerry, son contremaître sur un chantier de gratte-ciel, que de nombreuses poutres en acier ont été mal percées, et le manque de réaction de Kerry suscite des soupçons. Marion Wright, fille de l'entrepreneur, est attirée par Jerry, qui sauve le petit Isadore des coups de Kerry et le ramène chez sa mère. Jerry sauve Marion d'une blessure lors d'un accident sur le chantier de construction, gagnant la gratitude de M. Wright, qui licencie Kerry et confie son travail à Jerry.

## Fiche technique
- Réalisation : James P. Hogan

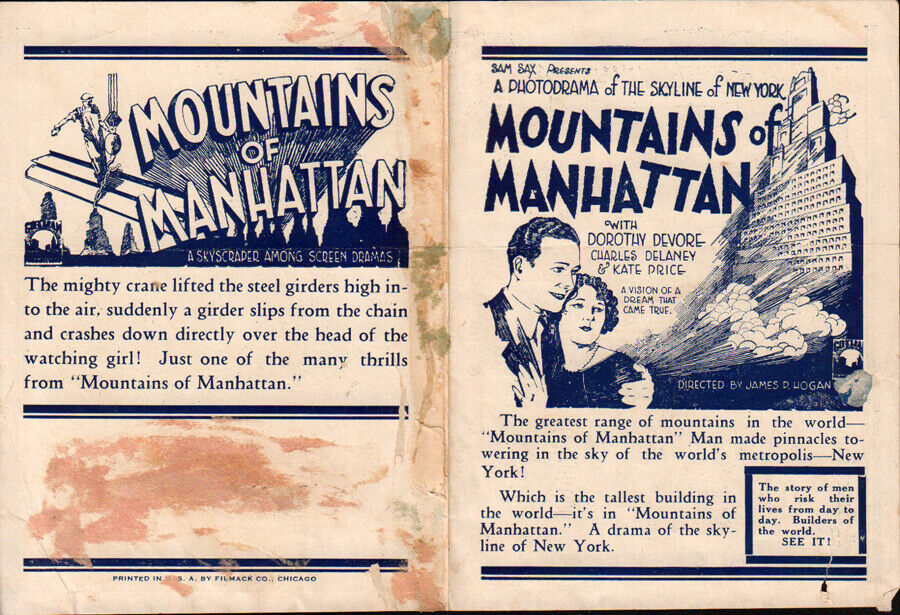
Article sur le film dans The Movie Herald.

- Scénario : Herbert C. Clark, Alyce Garrick, Delos Sutherland
- Production : Samuel Sax
- Photographie : Ray June
- Montage : Edith Wakeling
- Production : Gotham Productions
- Distributeur : Lumas Film Corporation
- Durée : 60 minutes
- Date de sortie :
  - États-Unis : 3 juin 1927

## Distribution
- Dorothy Devore : Marion Wright
- Charles Delaney : Jerry Nolan
- Kate Price :'Ma' Nolan
- Bobby Gordon : Isadore Ginsberg
- George Chesebro : Hoyt Norcross
- James P. Hogan : 'Bull' Kerry
- Clarence H. Wilson : Jim Tully
- Robert E. Homans : 'Big Bill' Wright